# Дом Засецких
Дом Засе́цких (дом Засецкого) — деревянный одноэтажный особняк с мезонином и портиком в Вологде (Ленинградская улица, 12), памятник архитектуры федерального значения. Здание построено в 1790-е годы и значительно перестроено в конце XIX века. Старейшее сохранившееся деревянное здание в Вологде, памятник вологодского деревянного зодчества.

## История

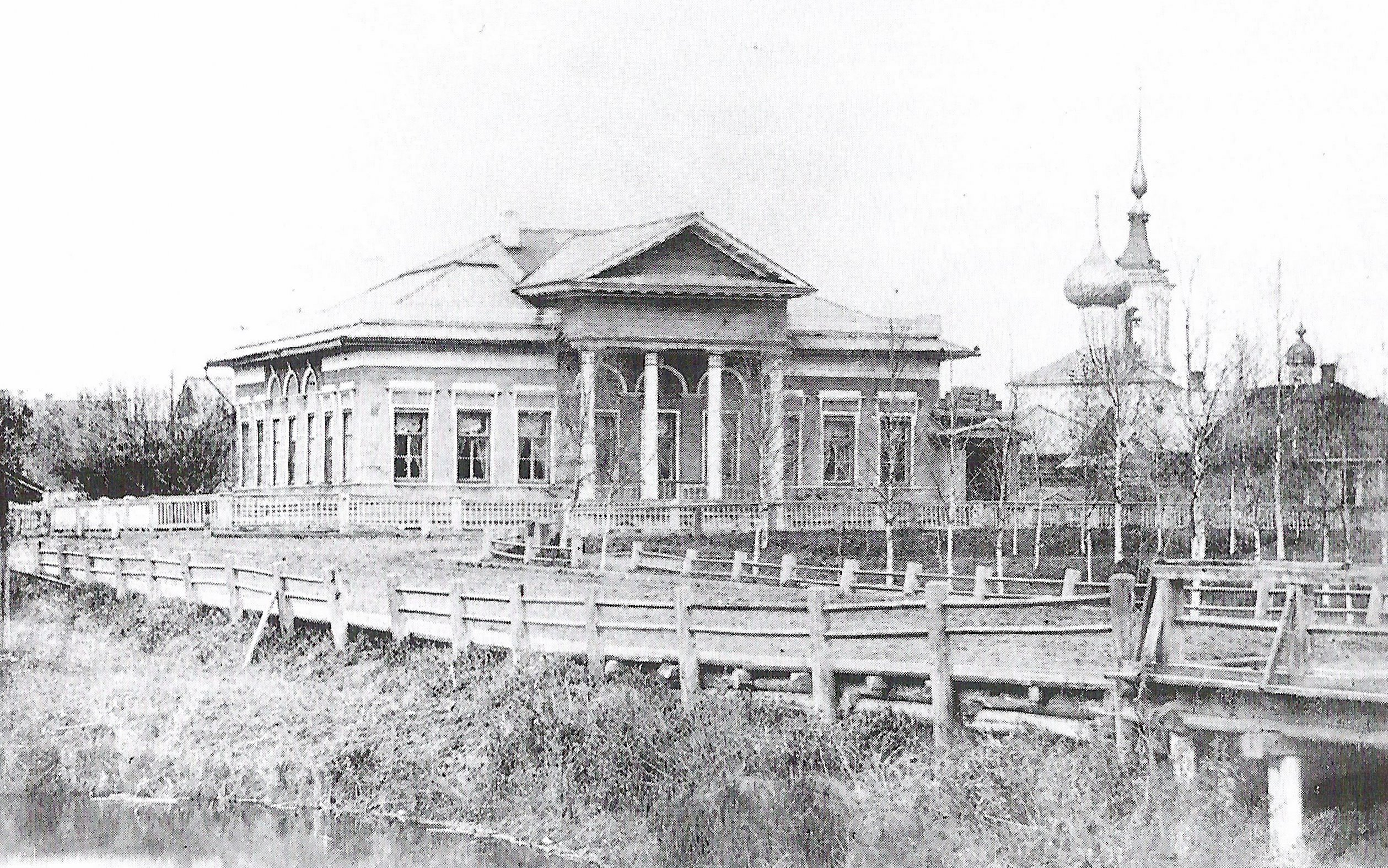
Дом Засецких на фото последней четверти XIX века. На переднем плане — мост через Пятницкий пруд на месте рва Вологодского кремля

Здание принадлежало Засецким — старинному дворянскому роду. В Вологде наиболее известен Алексей Александрович Засецкий (1717—1784 годы) — один из первых краеведов Вологды, владелец большой библиотеки и коллекции древностей, автор первой книги о Вологде («Историческія и топографическія извѣстія по древности о Россіи, и частично о городѣ Вологдѣ и его уѣздѣ и о состояніи онаго по нынѣ, Изъ разныхъ печатныхъ и рукописныхъ Российскихъ и иностранныхъ книгъ съ пріобщеніемъ примѣчаній Собранныя Алексѣемъ Засѣцкимъ в 1777 году. Въ Университетской Типографіи 1780 года.»).

## Архитектура
Здание построено в стиле классицизм, автор проекта неизвестен. Центр фасада обозначен четырехколонным портиком, который поддерживает небольшой балкон. Фасад завершен треугольным фронтоном. Резные украшения относятся к рубежу XIX и XX веков. По результатам дендрологической экспертизы возраст сруба составляет 250 лет.
В интерьере сохранились изначальные двери из красного дерева с филёнками простой геометрической формы и изразцовые печи.

## Современность
В 2020 году был разработан проект реставрации усадьбы, средства на восстановление выделены частным инвестором. Планируется, что после реставрации в усадьбе откроют музей и будут проводить церемонии бракосочетания.